# Saint-Thurin
Saint-Thurin is een plaats e voormalige gemeente in het Franse departement Loire (regio Auvergne-Rhône-Alpes) en telt 181 inwoners (1999). De plaats maakt deel uit van het arrondissement Montbrison. Saint-Thurin is op 1 januari 2019 gefuseerd met de gemeente Saint-Julien-la-Vêtre tot de gemeente Vêtre-sur-Anzon. 

## Geografie
De oppervlakte van Saint-Thurin bedraagt 7,3 km², de bevolkingsdichtheid is 24,8 inwoners per km².
De onderstaande kaart toont de ligging van Saint-Thurin met de belangrijkste infrastructuur en aangrenzende gemeenten.

## Demografie
Onderstaande figuur toont het verloop van het inwonertal (bron: INSEE-tellingen).